# Soredemo Sekai wa Utsukushii
Soredemo Sekai wa Utsukushii (それでも世界は美しい lit. Aun así, el mundo es hermoso?), también conocido como The World Is Still Beautiful, es una serie de manga escrita por Dai Shiina, cuya adaptación al anime fue dirigida por Hajime Kamegaki.

## Argumento
La protagonista femenina es Nike Lemercier, la cuarta heredera al trono del Ducado de la Lluvia. El poderoso Reino del Sol solicita a una de las princesas herederas para que se convierta en la esposa del Rey, el protagonista masculino, Livius I. El padre de Nike, el duque Teteru Lemercier, acepta la solicitud y deja que sus hijas elijan cuál de ellas será la futura Reina del Sol. Nike y sus hermanas deciden hacer un juego de piedra papel y tijeras en el cual Nike pierde. En contra de su voluntad, Nike es la elegida y es obligada a viajar al Reino. En su llegada es cuando se entera de que su prometido es nada más y nada menos que un niño que le lleva 4 años de diferencia y con una personalidad de un "horrible ogro".

## Personajes

### Principales
Nike Lemercier (ニケ・ルメルシエ Nike Rumerushie?)
Es la cuarta heredera al trono del Ducado de la Lluvia, el cual es un principado muy pobre. Tiene 16 años. Tiene el poder de controlar el clima. Ella es muy amable, un poco ingenua y se interesa por los demás.Es elegida para ser la esposa del rey del sol mediante  un juego de piedra, papel o tijera con sus otras hermanas. Al principio ve al Rey como un monstruo.
Livius Orvinus Ifrikia (Livius I) (リヴィウス・オルヴィヌス・イフリキア(リヴィウス一世) Riviusu Oruvinusu Ifurikia (Riviusu-Issei)?)
Es el rey del Reino del Sol, a pesar de ser sólo un chico de 12 años. Se interesa en el Ducado de la Lluvia porque sus habitantes pueden manejar el clima. Debido a que el Reino del Sol es un lugar en el que escasea el agua, solicita a una princesa que pueda propocionarle ese poder. Él es hijo de una concubina de unos campos extremadamente pobres,lo que provoca repudio de parte de los habitantes del castillo hacia él. Después del asesinato de su madre tomó el puesto de rey y para saciar su tristeza se hizo cruel y empezó a conquistar todos los demás reinos, ignorando los acuerdos de paz que tenía con algunos de los mismos. 
Odia que lo vean como un niño por lo que no muestra nada de amor ni sentimientos, hasta la llegada de Nike.

### Secundarios
Neil (ニール Nīru?)
Mayordomo y tutor de Livius.
Tohara (トハラ?)
Abuela de Nike y mayor autoridad del Ducado de la Lluvia.
Mira Lemercier (ミラ・ルメルシエ Mira Rumerushie?), Nia Lemercier (ニア・ルメルシエ Nia Rumerushie?) y Kara Lemercier (カラ・ルメルシエ Kara Rumerushie?)
Hermanas mayores de Nike.
Sheila (シーラ Shīra?)
Difunta madre de Livius. Proviene de un campo extremadamente pobre. 
Ranra (ランラ?), Sūnya (スーニャ?) y Mikia (ミキア?)
Criadas de Nike en el Reino del Sol, asignadas por Livius.
Vordan (ヴォーダン Vuōdan?), Ratcliff (ラトクリフ Ratokurifu?) y Catesby (ケイツビー Keitsubī?)
Consejeros reales del Rey del Sol.
Lani Aristes (ラニ・アリステス Rani Arisutesu?)
Sacerdote del Reino del Sol.
Jaina (ジャイナ?)
Chef del Palacio del Rey del Sol.
Amaluna Luirasael (Luna) (アマルナ・ルイラサエル (ルナ) Amaruna Ruirasaeru (Runa)?)
Es la heredera del reino del Mar. Livius y ella son amigos de infancia lo cual provoca que ella se enamore a un punto obsesivo de él. Ella compite con Nike pero al final acepta que Nike se quede con él. 
Bardwin Cecil Ifrikia (Bard) (バルドウィン・シシル・イフリキア (バルド) Barudouin Shishiru Ifurikia (Barudo)?)
Tío de Livius y primer ministro del Reino del Sol. Hermano menor del padre de Livius, el apreciaba mucho Sheila  (madre de Livius ), él es muy reconocido por las chicas pues es muy bueno con ellas.
Kitora (キトラ?)
Primo de Nike.
Teteru Lemercier (テテル・ルメルシエ Teteru Rumerushie?)
Padre de Nike y duque del Ducado de la Lluvia.
Iraha (イラハ?)
Madre de Nike e hija de Tohara. Es débil de salud.

### Otros
Carl (カール Kāru?)
Diseñador del Reino del Sol.
Aki (アキ?)
Miembro de la familia real del Ducado de la Lluvia.

## Media

### Manga
Ha sido publicado en la revista Hana to Yume de la editorial Hakusensha.

### Anime
Una serie de Anime ha sido adaptada por el estudio Pierrot. La misma, constó de 12 episodios que fueron televisados por la cadena Nippon Television.
La narradora de la serie es Chisa Yokoyama. Además, interpretando roles menores, participaron los seiyūs Atsushi Kisaichi, Dai Matsumoto, Eiji Takeuchi, Hidenari Ugaki, Hisao Egawa, Junichi Sugawara, Katsumi Toriumi, Katsuyoshi Toya, Kouzou Mito, Marika Minase, Meguru Takahashi, Shinya Hamazoe, Takashi Taguchi, Yōhei Azakami y Yūsuke Handa.

#### Banda sonora
- Opening: BEAUTIFUL WORLD por Joanna Koike.
- Ending: PROMISE por Rena Maeda.
- Otros:

1. Ame Furashi no Uta~Beautiful Rain~ por Rena Maeda.
2. Ame Okuri no Uta por Chisa Yokoyama.